# Debütpreis des Harbour Front Literaturfestivals
Der Debütpreis des Harbour Front Literaturfestivals ist ein Literaturpreis für das beste deutschsprachige Romandebüt des Jahres.

## Geschichte
Der Preis wird seit 2010 alljährlich beim Harbour Front Literaturfestival in Hamburg vergeben und soll die Wichtigkeit und Bedeutung der jungen Literatur unterstreichen.
Er wurde jahrelang im Rahmen der Literaturförderung der Kühne-Stiftung vergeben und ist mit 10.000 Euro dotiert (Stand 2023). Benannt war der Preis nach dem Spediteur Klaus-Michael Kühne. Nachdem sich der langjährige Sponsor Kühne-Stiftung aufgrund der massiven Kritik an der Nichtaufarbeitung der historischen NS-Verwicklung des Konzerns zurückgezogen hatte, wurden mit der Hapag-Lloyd-Stiftung und der Bodo-Röhr-Stiftung neue Sponsoren gefunden. Seit 2022 heißt der Literaturpreis daher Debütpreis des Harbour Front Literaturfestivals.

## Kritik
2020 wurde die mit ihrem Roman Omama nominierte österreichische Kabarettistin Lisa Eckhart vom Harbour Front Literaturfestival in Hamburg ausgeladen. Man sehe sich außerstande, hieß es, bei der Lesung die Sicherheit zu gewährleisten. Ihr Verlag lehnte das Angebot ab, am Wettbewerb über den Umweg einer Videolesung teilzunehmen.
Die Ausladung brachte den Veranstaltern viel Kritik ein. Mit Sascha Reh sah sich außerdem ein Schriftsteller außerstande, bei einer Veranstaltung zu lesen, „deren Veranstalter sich nicht unmissverständlich hinter das Recht auf Freiheit in Kunst und Rede stellen – auch dann, wenn mit Krawall zu rechnen ist“. Regula Venske, Präsidentin des PEN-Zentrums Deutschlands, verglich die Vorgänge um Lisa Eckhart mit den gewalttätigen Anfeindungen, denen Erich Maria Remarque mit Im Westen nichts Neues ausgesetzt war.
2022 lehnten der Autor Sven Pfizenmaier und die Autorin Franziska Gänsler ihre Nominierung für den Preis ab. Sie begründeten ihre Ablehnung mit der mangelnden Aufarbeitung der Rolle des heutigen Unternehmens Kühne + Nagel und damit des Preisstifters im Nationalsozialismus.

## Preisträger
- 2010: Inger-Maria Mahlke für Silberfischchen
- 2011: Albrecht Selge für Wach
- 2012: Olga Grjasnowa für Der Russe ist einer, der Birken liebt
- 2013: Jelle Behnert für Liebe, Steine, Scherben
- 2014: Per Leo für Flut und Boden
- 2015: Kristine Bilkau für Die Glücklichen[1]
- 2016: Dmitrij Kapitelman für Das Lächeln meines unsichtbaren Vaters[8]
- 2017: Fatma Aydemir für Ellbogen[9]
- 2018: Philipp Weiss für Am Weltenrand sitzen die Menschen und lachen[10]
- 2019: Dana von Suffrin für Otto[11]
- 2020: Christian Baron für Ein Mann seiner Klasse[12]
- 2021: Olivia Kuderewski für Lux[13]
- 2022: Behzad Karim Khani für Hund, Wolf, Schakal
- 2023: Johanna Sebauer für Nincshof[14]
- 2024: das Harbour Front Literaturfestival einmalig ausgesetzt, kein Preis verliehen